# Follow that Dream (película)
Follow that Dream (Siga ese sueño) Es una comedia musical estadounidense de 1962, producida por Mirisch Productions y protagonizada por Elvis Presley. La película se basó en la novela "Pioneer, Go Home!" de Richard P. Powell, publicada en 1959. Al productor Walter Mirisch le gustó la canción "Follow That Dream" y le cambió el título en consecuencia. La película alcanzó el puesto número 5 en la encuesta semanal de taquilla de Variety, permaneciendo en la lista durante tres semanas y terminando en el puesto número 33 en la lista de fin de año de las películas más taquilleras de 1962.

## Argumento
Una familia de vagabundos, compuesta por Pop Kwimper (Arthur O'Connell), su bondadoso pero sencillo hijo Toby (Elvis Presley) y varios niños "adoptados" informalmente, incluyendo a su niñera, una joven de 19 años llamada Holly Jones (Anne Helm), viaja por Florida. Pop conduce por un tramo sin inaugurar de una nueva autopista. El coche se queda sin gasolina y los Kwimpers planean esperar a que pase un vehículo del gobierno para ayudarlos. Mientras tanto, montan un campamento temporal.
Después de un tiempo, el primer vehículo en pasar es el del comisionado estatal de carreteras, H. Arthur King, quien está consternado de que la presencia de los Kwimpers en la impecable carretera pueda afectar negativamente la ceremonia de inauguración de ese día, en la que participará el gobernador de Florida. King intenta que los Kwimpers sean desalojados a la fuerza, pero cuando el gobernador llega antes de la ceremonia, Pop le informa que están invocando las leyes estatales de asentamientos y planean vivir cerca de la carretera permanentemente. El gobernador aplaude el espíritu pionero de los Kwimpers y le dice a la policía que respete la "propiedad privada". 
King, que considera a los Kwimpers una gran molestia, se marcha enojado y promete regresar. Holly le dice a Toby que está emocionada con la perspectiva de establecerse en una propiedad porque nunca ha tenido un hogar permanente. Un encuentro casual con un ávido pescador (Herbert Rudley) le da a Holly una idea: con la ayuda de un préstamo bancario de 2.000 dólares, construirán un próspero negocio dirigido a pescadores deportivos.
Los problemas no tardan en llegar. King les quita a los Kwimpers toda la asistencia social de su estado natal. Como la zona está técnicamente fuera de la jurisdicción de cualquier policía, dos jugadores (Jack Kruschen y Simon Oakland) no tardan en montar un casino ruidoso en una caravana. Intentan comprar el terreno y las pertenencias de los Kwimpers, pero Pop se niega a vender a ningún precio. Poco después, Toby rechaza las insinuaciones de una trabajadora social amorosa llamada Alicia Claypoole (Joanna Moore), aliada de King. 
En venganza, ella emprende acciones legales para que le arrebaten a Pop a los niños y los convierta en tutelados del estado. Toby se convierte en el sheriff de la nueva comunidad e intenta acallar el ruido que sale del casino cada noche. Su presencia como agente de la ley hace que los clientes del casino huyan. Los jugadores traen a un equipo de sicarios de Detroit para eliminar a Toby y fabricar una bomba que destruya la casa de los Kwimpers. Sin embargo, Toby, ingenua pero exitosamente, lidia con los matones armados del casino, y después de que Holly, inocentemente, devolviera una bolsa (con la bomba) que los vecinos habían dejado bajo el porche, la caravana del casino explota. Los jugadores aceptan sus pérdidas y huyen, convencidos de que tienen suerte de salir con vida. 
Al final, la sensatez y la honestidad de Toby convencen al juez en la audiencia de la custodia de los niños. El juez ordena que los niños sean devueltos a Pop y elogia el espíritu pionero de los Kwimpers en su declaración ante el tribunal. La familia regresa feliz a su nueva tierra y hogar. Holly también logra que Toby reconozca que ya es una mujer adulta, y se da a entender que pronto se casarán.

## Protagonistas
- Elvis Presley como Toby
- Anne Helm como Holly
- Arthur O'Connell como Pop
- Joanna Moore como Alisa
- Jack Kruschen como Carmine
- Simon Oakland como Nick
- Roland Winters como Judge
- Alan Hewitt como H. Arthur King
- Howard McNear como George
- Frank DeKova como Jack
- Herbert Rudley como Endicott
- Gavin Koon como Eddy
- Robin Koonc omo Teddy
- Barry Russo comos Al

## Banda sonora
El mismo año en que se estrenó la película, la compañía RCA sacó a la venta un EP conteniendo cuatro canciones presentes en la cinta, entre las cuales figura la canción principal que también dá nombre al EP Follow that Dream. Tras su lanzamiento logró buenas ventas lo que le permitió acceder rápidamente al disco de oro. Actualmente está catalogado como disco de platino por la RIAA: 

## Trvialidades
La escena del tribunal se filmó en el Palacio de Justicia del Condado de Citrus, en la cercana Inverness, Florida. Cuando el tribunal fue restaurado y convertido en el Museo del Patrimonio del Antiguo Palacio de Justicia durante la década de 1990, las fotografías de la sala eran escasas, ya que no se permitieron fotografiar allí durante muchos años. Con autorización de MGM, se utilizaron fotografías de la película como referencia para recrear la apariencia de la sala. Hasta 2009, el único registro visual conocido del interior original de la sala era el que figuraba en Siga ese ensueño (1962).
El cantautor Tom Petty afirma que su primera obsesión con el rock and roll fue tras conocer a Elvis Presley y verlo actuar y cantar durante el rodaje de esta película. Su tío formó parte del equipo de producción.
Si bien la mayoría de las películas de Elvis estaban dirigidas directamente a las fans adolescentes de Presley, ésta estaba claramente pensada para el público familiar.
Esta sería La única película en color, aparte de la siguiente, "Kid Galahad", donde Elvis no se tiñe el pelo de negro.
Hay un primer plano de la radio portátil Westinghouse de Alisha en la arena. Aparece en la escena donde ella y Toby están solos en la playa. La radio es un modelo de 1954, probablemente H414-P4, con tecnología de válvulas de vacío. En 1962, las radios portátiles llevaban varios años con transistores. Cuando Alisha se va de la playa, parece haber olvidado su radio.
En una escena en la que Arthur O'Connell toca la guitarra para la canción de Elvis, mueve rápidamente sus caderas y piernas al estilo que hizo famoso a "Elvis the Pelvis" en los años 50.
Roland Winters, el juez de esta película, interpretó al padre de Elvis en la película de 1961 "Blue Hawaii".
En 1981, cuatro años después de la muerte de Elvis Presley, Bruce Springsteen empezó a tocar su propia versión de la canción principal de "Follow That Dream" para abrir sus conciertos. Pero le bajó el ritmo a la canción y le añadió algunas letras propias.
Años más tarde la compañía Mirisch Productions le haría un guiño a Elvis en la serie de dibujos animados La Pantera Rosa, específicamente en el episodio "Pink-A-Rella" (Titulado en español como "Cenicienta rosa") donde la Pantera Rosa trata de ayudar a una joven indigente a lograr ganar un concurso de belleza, cuyo premio consiste en una cita con un artista llamado "Pelvis Parsley" claramente basado en Elvis. Finalmente ellos se enamoran y parten de viaje a Las Vegas.